# 红宝石路站
红宝石路站是上海轨道交通15号线的一個車站，位於中華人民共和國上海市長寧區古北新区古北路與延安西路、紅寶石路交叉口之间，共有4個出入口，於2021年1月23日正式啟用。本站现作为第二批试行“闸机常开”模式的车站之一。

## 车站结构

### 车站楼层
| 地面层   | 出入口             | 1-2、4-5出入口                   |  |  |
| 地下一层 | 站厅               | 票务服务、自动售票机、人工服务台 |  |  |
| 地下二层 | 设备层             |                                  |  |  |
| 地下三层 | ②站台              | █ 15号线 往顾村公园（娄山关路）  |  |  |
|          | 岛式站台，左侧开门 |                                  |  |  |
|          | ①站台              | █ 15号线 往紫竹高新区（姚虹路）  |  |  |

## 車站出口
红宝石路站目前开放4个出入口，各出入口如下所示：
| 出口编号                              | 出口指示         | 照片 |
| ------------------------------------- | ---------------- | ---- |
| 1出口 · 出口                          | 古北路，延安西路 |      |
| 2出口 · 出口                          | 古北路，红宝石路 |      |
| 4出口 · 出口 · 上海地铁无障碍电梯标志 | 古北路，延安西路 |      |
| 5出口 · 出口                          | 古北路，延安西路 |      |
| 注： 设有                             |                  |      |

## 换乘
上海轨道交通15号线在红宝石路附近与10号线交汇，但本站不是换乘站，不能与10号线进行站内换乘或虚拟换乘。10号线距离红宝石路站较近的车站是水城路站和伊犁路站。